# Tour de France 2013
Le Tour de France 2013 est la 100e édition du Tour de France cycliste. Il a eu lieu du 29 juin au 21 juillet 2013 et part de Porto-Vecchio en Corse. Cette 100e édition présente comme particularités le premier passage en Corse (les trois premières étapes), les deux ascensions de L'Alpe d'Huez dans la même étape et l'arrivée de nuit lors de la dernière étape sur les Champs-Élysées à Paris.
Grâce notamment à ses trois victoires d'étapes, le Britannique Christopher Froome, de l'équipe Sky, remporte ce Tour de France, son premier grand tour (en effet, il ne sera déclaré vainqueur du Tour d'Espagne 2011 que bien plus tard, après la disqualification rétrospective de Juan José Cobo). Il devance le Colombien Nairo Quintana (Movistar), également meilleur grimpeur, meilleur jeune et vainqueur d'une étape, et l'Espagnol Joaquim Rodríguez (Katusha), qui est ainsi monté sur le podium des trois grands tours. Le coureur slovaque Peter Sagan (Cannondale), auteur d'une victoire d'étape, s'adjuge son deuxième maillot vert consécutif. Grâce notamment à Alberto Contador, Roman Kreuziger et Michael Rogers, qui terminent respectivement 4e, 5e et 16e du classement général, la formation Saxo-Tinkoff gagne le classement par équipes. Enfin, le prix de la combativité est attribué au Français Christophe Riblon (AG2R La Mondiale), auteur de plusieurs échappées dont une victorieuse, à l'Alpe d'Huez.

## Parcours

### Généralités
Le parcours a été dévoilé le mercredi 24 octobre 2012 par Amaury Sport Organisation, au Palais des congrès de Paris. Il fait 3 404 km de longueur et comprend vingt et une étapes : sept étapes de plaine, six étapes de montagne dont quatre arrivées en altitude, cinq étapes accidentées, deux étapes contre-la-montre individuels et une étape de contre-la-montre par équipes. L'étape la plus longue est celle entre Givors et le Mont-Ventoux . Le parcours du Tour est intégralement situé en France, il faut remonter à 1988 pour la précédente édition ayant eu lieu intégralement dans l'Hexagone. Le Tour de France 2013 comporte un total de vingt-huit ascensions dont douze classées en deuxième catégorie, huit en première catégorie et sept en Hors catégorie. Leur répartition géographique est la suivante : deux ascensions en Corse, une dans le Massif Central, sept dans les Pyrénées et dix-huit dans les Alpes. Seize autres difficultés sont classées en 3e catégorie et vingt en 4e catégorie.

### Départ inédit en Corse

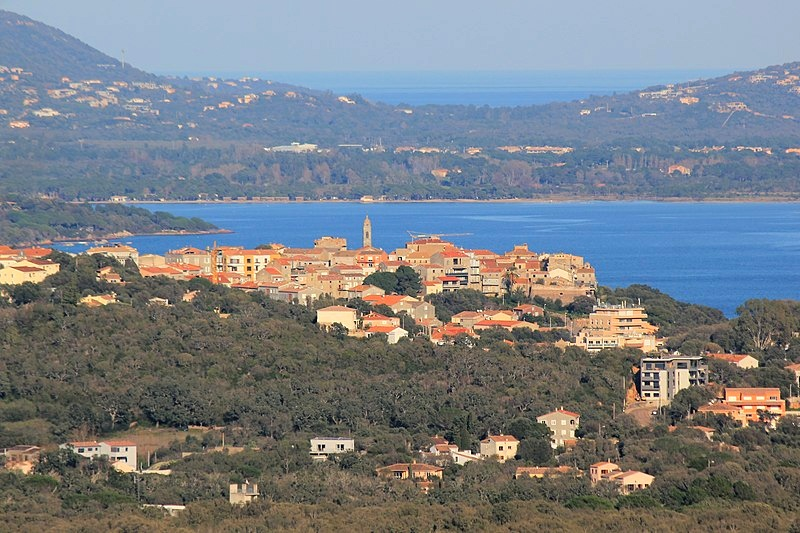
Vue sur Porto-Vecchio, ville du Grand Départ.

Amaury Sport Organisation annonce le 24 novembre 2011 son choix pour le départ de la centième édition du Tour de France, qui se déroule en Corse. Depuis la création de cette course en 1903, la Corse n'a figuré dans aucune étape. Le 6 décembre 2011, ASO annonce que le Tour s'élance le samedi 29 juin 2013 pour 200 km de plaine entre Porto-Vecchio et Bastia. Le lendemain, les coureurs partent de Bastia pour aller à Ajaccio, via 155 km de moyenne montagne. Enfin, la 3e et dernière étape sur l'« Île de beauté » relie Ajaccio et Calvi, pour 145 km denses en ascensions,. Pour Christian Prudhomme, ces trois jours en Corse sont « un départ inédit, esthétique, spectaculaire ».

### Une première semaine méridionale
Une fois les étapes corses franchies, les coureurs traversent la mer Méditerranée pour rejoindre la ville de Nice, où les attend un contre-la-montre par équipes, sur un parcours de 25 km longeant la Promenade des Anglais. L'étape suivante les emmène dans la cité phocéenne, Marseille. Les coureurs passent par la Camargue et le Languedoc pour arriver dans la ville de Montpellier, puis traversent les Cévennes pour les amener à Albi. Le peloton fait ensuite face aux deux étapes pyrénéennes, la première enchaînant le Port de Pailhères (plus haut sommet franchi cette année avec 2 001 m d'altitude) et la montée finale vers Ax 3 Domaines, tandis que la deuxième comprend cinq ascensions (Portet-d'Aspet, Menté, Peyresourde, Azet-Val Louron et Hourquette d'Ancizan) avant d'atteindre Bagnères-de-Bigorre.

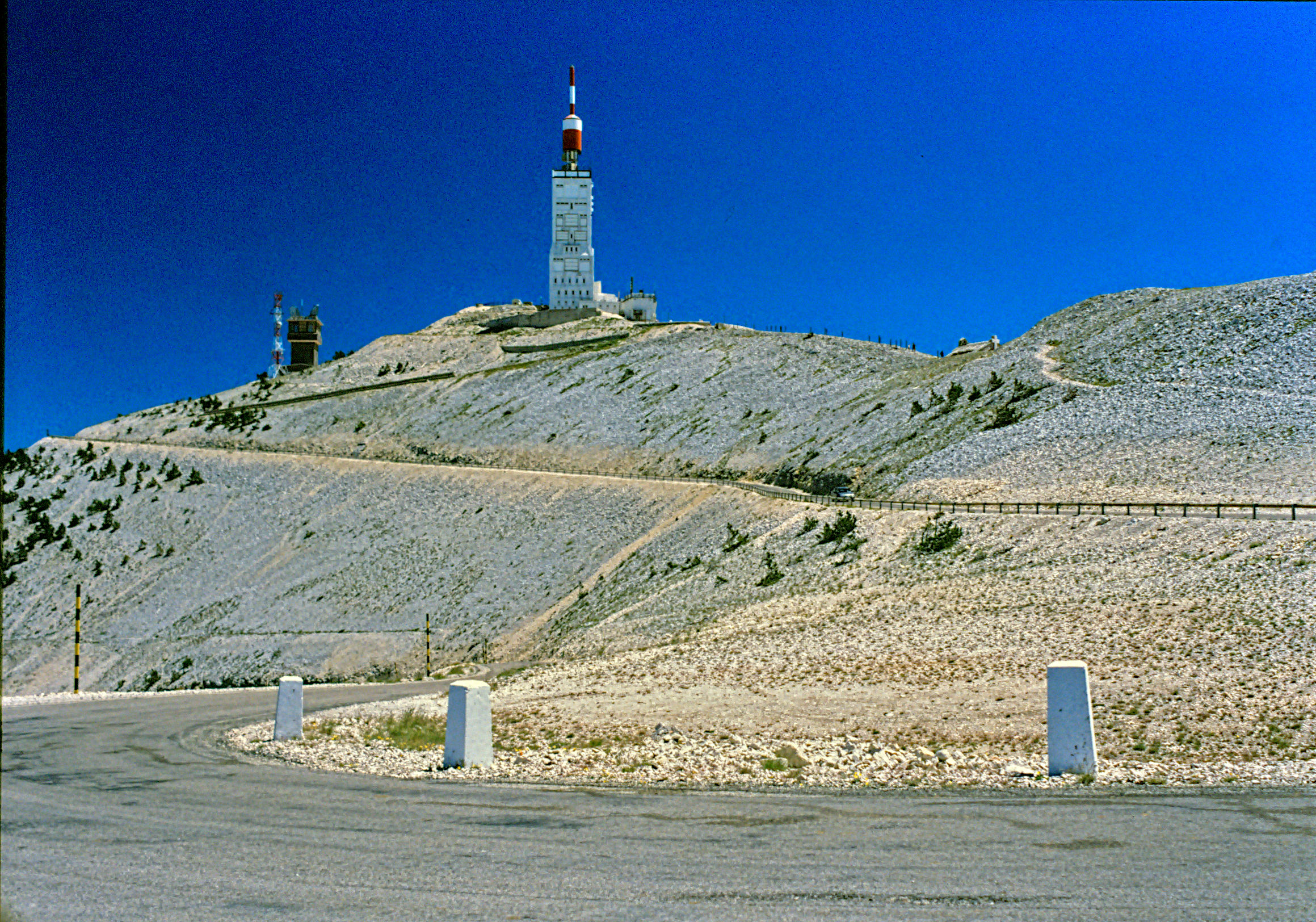
Le Mont Ventoux, à l'honneur sur ce Tour 2013.

### La traversée de la France
Les coureurs effectuent ensuite un transfert accompagné d'une journée de repos à Saint-Nazaire en Loire-Atlantique, avant de repartir de Saint-Gildas-des-Bois vers les côtes bretonnes à Saint-Malo. Un contre-la-montre suit, la ligne d'arrivée étant tracée au Mont-Saint-Michel. La course descend ensuite de nouveau vers le sud-est de la France, s'arrêtant à Fougères, Tours, Saint-Amand-Montrond, Saint-Pourçain-sur-Sioule avant d'atteindre la capitale des Gaules, Lyon. Cette deuxième semaine a pour point d'orgue le dimanche 14 juillet la plus longue étape du Tour, s'achevant au sommet d'un monument de l'épreuve, le mythique Mont Ventoux après 242 km de course, la plus longue étape du Tour depuis treize ans.

### La dernière semaine alpine

L'arrivée se fait, comme chaque année, sur les Champs-Élysées, avec plusieurs tours de l'Arc de triomphe.

Après un jour de repos dans le Vaucluse, le peloton repart vers une ville très souvent associée au Tour de France, Gap. S'ensuit un contre-la-montre très technique et comprenant deux montées entre Embrun et Chorges, puis les coureurs partent en direction de L'Alpe d'Huez, qui pour la première fois dans l'histoire du Tour, est gravie deux fois dans la même étape grâce à l'ascension du col de Sarenne. Le parcours prend la direction du Grand-Bornand pour une étape composée de cinq cols difficiles (Glandon, Madeleine, Tamié, Épine et Croix Fry), avant l'étape finale des Alpes, une boucle de 125 km autour d'Annecy se terminant au sommet du Semnoz, l'arrivée faisant face au Mont Blanc. Les participants encore en lice sont ensuite transférés vers Versailles pour l'ultime étape traditionnelle arrivant sur les Champs-Élysées. Deux nouveautés sont au programme : une arrivée en nocturne, et l'inclusion de la place de l'Étoile dans le circuit final, où les coureurs peuvent enfin faire le tour de l'arc de triomphe,.

#### Réactions
Ce Tour de France est vu comme favorable aux grimpeurs. Pour Pierre Rolland, « il y a plein de belles choses : la Corse, l’Alpe, le Mont Ventoux... plein de choses mythiques qui [lui] font envie » et il cite la double montée de l'Alpe d'Huez comme moment-clé de cette édition. Thibaut Pinot juge que « c'est un Tour pour grimpeurs », tandis qu'Andy Schleck pointe le mont Ventoux comme principale difficulté du parcours. Le parcours est également décrit comme étant « assez équilibré et varié du début à la fin », « très équilibré, entre montagnes et contre-la-montre », « tracé pour un coureur très complet » et « un Tour équilibré, un Tour humain ». Cependant, certains coureurs, comme Tony Martin, critiquent la 18e étape et en particulier la descente du col de Sarenne, dont le passage est jugé comme « totalement irresponsable de la part des organisateurs, qui jouent avec [les] vies » des coureurs. Par ailleurs, une pétition contre le passage du Tour au col de Sarenne a recueilli près de 12 000 signatures, en évoquant un grave impact environnemental et une mauvaise sécurité des coureurs, tout en proposant un itinéraire alternatif via Villard-Reculas. Malgré cette pétition, le parcours fut maintenu tel quel, mais des efforts ont été faits pour réduire l'impact environnemental.

### Équipes
En tant qu'épreuve World Tour, le Tour de France accueille les 18 équipes World Tour, et invite des équipes continentales professionnelles, au nombre de quatre ces dernières années. Cependant, l'équipe Katusha est réintégrée à l'UCI World Tour par une décision du Tribunal arbitral du sport le 15 février, après en avoir été écartée par l'UCI. Les organisateurs annoncent alors qu'ils n'inviteront que trois équipes, pour ne pas dépasser un total de 22 équipes. Les trois équipes invitées sont les équipes françaises Cofidis, Europcar et Sojasun, tandis que la nouvelle formation IAM a été victime de la réintégration de Katusha,.
| Nom de l'équipe         | Pays        | Code |
| ----------------------- | ----------- | ---- |
| AG2R La Mondiale        | France      | ALM  |
| Argos-Shimano           | Pays-Bas    | ARG  |
| Astana                  | Kazakhstan  | AST  |
| Belkin                  | Pays-Bas    | BEL  |
| BMC Racing              | États-Unis  | BMC  |
| Cannondale              | Italie      | CAN  |
| Euskaltel Euskadi       | Espagne     | EUS  |
| FDJ.fr                  | France      | FDJ  |
| Garmin-Sharp            | États-Unis  | GRS  |
| Katusha                 | Russie      | KAT  |
| Lampre-Merida           | Italie      | LAM  |
| Lotto-Belisol           | Belgique    | LTB  |
| Movistar                | Espagne     | MOV  |
| Omega Pharma-Quick Step | Belgique    | OPQ  |
| Orica-GreenEDGE         | Australie   | OGE  |
| RadioShack-Leopard      | Luxembourg  | RLT  |
| Saxo-Tinkoff            | Danemark    | TST  |
| Sky                     | Royaume-Uni | SKY  |
| Vacansoleil-DCM         | Pays-Bas    | VCD  |

| Nom de l'équipe | Pays   | Code |
| --------------- | ------ | ---- |
| Cofidis         | France | COF  |
| Europcar        | France | EUC  |
| Sojasun         | France | SOJ  |

### Favoris

#### Pour le classement général
|                                                                                             |  |  |
| Alberto Contador et Christopher Froome sont annoncés comme les grands favoris de l'épreuve. |  |  |

Le vainqueur de l'édition 2012 et champion olympique du contre-la-montre, Bradley Wiggins (Sky), annonce, le 31 mai 2013, qu'il renonce à défendre son titre pour cause d'infection pulmonaire et de douleur au genou. Ce renoncement met fin à la polémique au sujet du statut de leader au sein de l'équipe Sky entre Wiggins et son coéquipier et dauphin lors de l'édition précédente, Christopher Froome. Avant même la blessure de Wiggins, Sky avait annoncé au début du mois de mai 2013 que Froome allait « prendre la tête de l'équipe » alors que son coéquipier avait déclaré vouloir réaliser le doublé Giro-Tour. Alberto Contador (Saxo-Tinkoff), double vainqueur du Tour en 2007 et en 2009, a déclaré que l'absence de Bradley Wiggins ne changeait rien à sa stratégie et ajoute : « Bien sûr Wiggins est un bon coureur. Il a déjà gagné le Tour mais le vrai favori, c’est son coéquipier Chris Froome ». Froome aura comme principal lieutenant Richie Porte, le duo ayant été très en vue sur le récent Critérium du Dauphiné. Malgré son excellent début de saison, Froome estime que « les compteurs sont remis à zéro quand le Tour commence ». Le 3e du Tour de France 2012, Vincenzo Nibali (Astana), vainqueur du Tour d'Italie 2013, est également absent de cette 100e édition du Tour.
Concernant son propre cas, Contador refuse de résumer cette édition du Tour de France à un duel entre lui et Froome, bien que son objectif soit d'« arriver à 100 % » sur ce Tour. Il évoque d'autres coureurs qui pourraient jouer la première place du classement général : le duo de l'équipe BMC Racing composé de Tejay van Garderen, cinquième et meilleur jeune de la précédente édition, et de Cadel Evans, vainqueur de l'édition 2011 et troisième du dernier Giro, Jurgen Van den Broeck (Lotto-Belisol), quatrième en 2010 et 2012 mais qui gagne très peu, Joaquim Rodríguez (Katusha), deuxième du Tour d'Italie 2012 et troisième du Tour d'Espagne à deux reprises en 2010 et 2012, ainsi qu'Alejandro Valverde (Movistar), deuxième du Tour d'Espagne 2012 et « toujours à la lutte dans les courses de trois semaines » et dont l'équipe aligne également Nairo Quintana, vainqueur du dernier Tour du Pays basque, et Rui Costa, récent gagnant du Tour de Suisse. Valverde s'est d'ailleurs fixé comme objectif une place sur le podium. Thibaut Pinot (FDJ.fr), 10e l'an passé et 4e du dernier Tour de Suisse, sera sûrement très fort en montagne mais devra éviter de perdre du temps bêtement. Pierre Rolland (Europcar) est également cité dans les favoris, tout comme Bauke Mollema (Belkin) et le trio de la formation Garmin-Sharp Dan Martin-Andrew Talansky-Ryder Hesjedal.
Andy Schleck (RadioShack-Leopard), vainqueur de l'édition 2010 à la suite du déclassement de Contador, a quant à lui déclaré en avril qu'il ne pouvait pas rêver de remporter le Tour cette année et a ajouté que son état de forme ne lui permettait pas d'être le meneur de sa formation sur cette édition. Il est pourtant bien le leader de l'équipe au départ de l'édition.

#### Pour le classement de la montagne
Concernant le maillot à pois, le vainqueur en 2012 Thomas Voeckler (Europcar) est un des favoris à sa propre succession, tout comme son principal adversaire l'an passé, Fredrik Kessiakoff (Astana). Les meilleurs grimpeurs du peloton sont également susceptibles de remporter ce classement, notamment Nairo Quintana.

#### Pour le classement par points
Peter Sagan (Cannondale), maillot vert en 2012, sera candidat à sa propre succession, grâce à ses qualités de sprinteur et de puncheur. Ses principaux adversaires seront les sprinteurs Mark Cavendish (Omega Pharma-Quick Step), treize fois victorieux cette année dont cinq sur le Tour d'Italie, André Greipel (Lotto-Belisol), vainqueur de trois étapes en 2012 et auteur de dix succès cette année dont le tout récent championnat d'Allemagne, et Marcel Kittel (Argos-Shimano), qui a gagné onze fois en 2013 et a battu Cavendish sur le dernier Grand Prix de l'Escaut. Les autres principaux sprinteurs présents sont Alexander Kristoff (Katusha), Matthew Goss (Orica-GreenEDGE), Edvald Boasson Hagen (Sky), José Joaquín Rojas (Movistar), Nacer Bouhanni (FDJ.fr), Tyler Farrar (Garmin-Sharp), Roberto Ferrari (Lampre-Merida) et John Degenkolb (Argos-Shimano),.

#### Pour le classement du meilleur jeune
Tejay van Garderen est le favori pour le maillot blanc. Ses principaux rivaux sont Thibaut Pinot, Nairo Quintana et Andrew Talansky.

#### Pour le classement par équipes
La formation Movistar est favorite pour le classement par équipes, tout comme la Sky, ainsi que les équipes Saxo-Tinkoff, RadioShack-Leopard, BMC Racing et Astana,.

### Règlement de la course
Le règlement officiel général de l'épreuve est consultable ici.
Comme c’est le cas depuis 2005, en cas de chute dans les trois derniers kilomètres, les coureurs impliqués sont crédités du temps du groupe auquel ils appartenaient. Cette règle ne s’applique pas dans les étapes disputées en contre-la-montre et sur les arrivées au sommet d’une ascension. Comme depuis 2008, aucune bonification n'est accordée.

#### Règlement du classement général
Le classement général, dont le leader porte le maillot jaune, s'établit en additionnant les temps réalisés à chaque étape. En cas d'égalité, les critères de départage, dans l'ordre, sont : centièmes de seconde enregistrés lors des contre-la-montre, addition des places obtenues lors de chaque étape, place obtenue lors de la dernière étape.

#### Règlement du classement par points
À l'issue de chaque étape le leader du classement par points porte le maillot vert. Comme en 2012, il n'y aura qu'un seul sprint intermédiaire maximum par étape. Le classement par points est établi en fonction du barème suivant, identique à 2012 :
- Pour les arrivées des étapes dites de « plat » : 45 points, 35, 30, 26, 22, 20, 18, 16, 14, 12, 10, 8, 6, 4 et 2 points pour les 15 premiers coureurs classés
- Pour les arrivées des étapes dites de « parcours accidenté » : 30 points, 25, 22, 19, 17, 15, 13, 11, 9, 7, 6, 5, 4, 3 et 2 points pour les 15 premiers coureurs classés
- Pour les arrivées des étapes dites de « haute montagne », les « contre-la-montre individuels »  et les sprints intermédiaires : 20 points, 17, 15, 13, 11, 10, 9, 8, 7, 6, 5, 4, 3, 2 et 1 point pour les 15 premiers coureurs classés
- aucun point attribué lors de l’étape disputée en contre-la-montre par équipes.

Un coureur qui arrive hors des délais (par exemple dans un éventuel gruppetto) à une étape et qui est repêché reçoit une pénalité équivalente au nombre de points attribués au vainqueur de l'étape. Cette pénalité est automatique et peut conduire à un solde de points négatif.
En cas d'égalité de points au classement général, les coureurs sont départagés par le nombre de victoires d'étape, puis par le nombre de victoires dans les sprints intermédiaires comptant pour le classement général par points, et enfin par le classement général individuel au temps en cas d'égalité absolue. Pour être déclaré vainqueur du classement par points, le coureur se doit de terminer le Tour de France.

#### Règlement du classement de la montagne
Le classement de la montagne, dont le leader porte le maillot à pois est établi en fonction du barème suivant, identique à 2012 :
- Côte hors-catégorie : 25, 20, 16, 14, 12, 10, 8, 6, 4 et 2 points aux 10 premiers coureurs classés
- Côte de 1re catégorie : 10, 8, 6, 4, 2 et 1 point aux 6 premiers coureurs classés
- Côte de 2e catégorie : 5, 3, 2 et 1 point aux 4 premiers coureurs classés
- Côte de 3e catégorie : 2 et 1 point aux 2 premiers coureurs classés
- Côte de 4e catégorie : 1 point au premier coureur classé

Comme les années précédentes les points attribués à une arrivée sur une côte de deuxième, première ou hors-catégorie seront doublés. Ainsi les points du classement de la montagne attribués à l'arrivée seront doublés pour les étapes 8, 15, 18 et 20.
En cas d'égalité de points entre deux coureurs au classement général final, le coureur ayant obtenu le plus grand nombre de places de premier au sommet des côtes hors catégorie est déclaré vainqueur. Si l'égalité demeure, le coureur ayant obtenu le plus grand nombre de places de premier au sommet des côtes de première catégorie est déclaré vainqueur, et ainsi de suite jusqu'aux côtes de quatrième catégorie, puis enfin par le classement général individuel au temps en cas d'égalité absolue. Pour être déclaré vainqueur du classement de la montagne, le coureur se doit de terminer le Tour de France.

#### Règlement des autres classements annexes
Le classement du meilleur jeune, dont le leader porte le maillot blanc, est réservé aux coureurs nés depuis le 1er janvier 1988. Le premier d’entre eux au classement général individuel au temps est leader journalier des jeunes. À l’issue de la dernière étape, il est déclaré vainqueur du classement des jeunes. En cas d'ex-æquo, les mêmes critères de départage que pour le maillot jaune sont appliqués.
Le classement par équipes de l'étape est l'addition des trois meilleurs temps individuels de chaque équipe, sauf lors du contre-la-montre par équipe, où l'on prend le temps de l'équipe. En cas d'égalité, les critères de départage, dans l'ordre, sont : addition des places des trois premiers coureurs des équipes concernées, place du meilleur coureur sur l'étape. Calculer le classement par équipes revient à additionner les classements par équipes de chaque étape. En cas d'égalité, les critères de départage, dans l'ordre, sont : nombre de premières places dans le classement par équipes du jour, nombre de deuxièmes places dans le classement par équipes du jour, etc., place au classement général du meilleur coureur des équipes concernées
Le prix de la combativité récompense « le coureur le plus généreux dans l’effort et manifestant le meilleur esprit sportif ». Ce prix, établi dans les étapes en ligne, est décerné par un jury présidé par le directeur de l’organisation. Le combatif de l’étape porte dans l’étape suivante un dossard rouge. À l'issue de la dernière étape un Super Combatif du Tour est désigné par les membres du Jury du Tour de France.

#### Primes
Au total, plus de 3,4 millions d'euros sont distribués lors de ce Tour. Au départ, chaque équipe recevra 51 243 €, de plus chaque équipe arrivant à Paris avec au moins sept coureurs recevra une prime de 1 600 € par coureur. Le vainqueur du classement général final remporte 450 000 €, une prime étant versée jusqu'au dernier coureur classé (400 €).
| Classement  | 1.        | 2.        | 3.        | 4.       | 5.       | 6.       | 7.       | 8.      | 9.      | 10.     | Par jour |
| ----------- | --------- | --------- | --------- | -------- | -------- | -------- | -------- | ------- | ------- | ------- | -------- |
| Général     | 450 000 € | 200 000 € | 100 000 € | 70 000 € | 50 000 € | 23 000 € | 11 500 € | 7 600 € | 4 500 € | 3 800 € | 350 €    |
| Points      | 025 000 € | 015 000 € | 010 000 € | 04 000 € | 03 500 € | 03 000 € | 02 500 € | 2 000 € | –       | –       | 300 €    |
| Grimpeur    | 025 000 € | 015 000 € | 010 000 € | 04 000 € | 03 500 € | 03 000 € | 02 500 € | 2 000 € | –       | –       | 300 €    |
| Jeune       | 020 000 € | 015 000 € | 010 000 € | 05 000 € | –        | –        | –        | –       | –       | –       | 300 €    |
| Par équipes | 050 000 € | 030 000 € | 020 000 € | 12 000 € | 08 000 € | –        | –        | –       | –       | –       | –        |
| Combatif    | 020 000 € | –         | –         | –        | –        | –        | –        | –       | –       | –       | –        |

Un vainqueur d'étape remporte 8 000 €. Les prix des poursuivants sont dégressifs jusqu'au 20e coureur auquel sont attribués 200 €. Lors d'un contre-la-montre individuel, le vainqueur remporte 10 000 €, les prix étant dégressifs jusqu'à la 20e place qui rapporte 200 €. Un prix est attribué aux trois premiers d'un sprint intermédiaire, qui a lieu une fois par étape. Des prix sont aussi attribués pour le passage d'une côte classée, pour le meilleur jeune de l'étape, pour le coureur le plus combatif d'une étape hors contre-la-montre, et pour la meilleure équipe de l'étape.
| Classement            | 1.       | 2.       | 3.      | 4.      | 5.    | 6.    | 7.    | 8.    | 9.    | 10.   |
| --------------------- | -------- | -------- | ------- | ------- | ----- | ----- | ----- | ----- | ----- | ----- |
| Étape                 | 8 000 €  | 4 000 €  | 2 000 € | 1 200 € | 830 € | 780 € | 730 € | 670 € | 650 € | 600 € |
| Contre-la-montre      | 10 000 € | 5 000 €  | 2 500 € | 1 000 € | 800 € | 700 € | 600 € | 600 € | 500 € | 500 € |
| Sprint intermédiaire  | 01 500 € | 01 000 € | 0500 €  | –       | –     | –     | –     | –     | –     | –     |
| Côte classée HC       | 0800 €   | 0450 €   | 0300 €  | –       | –     | –     | –     | –     | –     | –     |
| Côte classée 1re cat. | 0650 €   | 0400 €   | 0150 €  | –       | –     | –     | –     | –     | –     | –     |
| Côte classée 2e cat.  | 0500 €   | 0250 €   | –       | –       | –     | –     | –     | –     | –     | –     |
| Côte classée 3e cat.  | 0300 €   | –        | –       | –       | –     | –     | –     | –     | –     | –     |
| Côte classée 4e cat.  | 0200 €   | –        | –       | –       | –     | –     | –     | –     | –     | –     |
| Meilleur jeune        | 0500 €   | –        | –       | –       | –     | –     | –     | –     | –     | –     |
| Combatif              | 2 000 €  | –        | –       | –       | –     | –     | –     | –     | –     | –     |
| Équipe                | 2 800 €  | –        | –       | –       | –     | –     | –     | –     | –     | –     |

Un prix spécial est également attribué. Le premier de l'ascension du Port de Pailhères remporte le Souvenir Henri-Desgrange, doté de 5 000 €.
Les formations qui ont obtenu le plus de primes lors de ce Tour de France sont les Sky, les Movistar et les Saxo-Tinkoff.

## Déroulement de la course

### 29 juin -1erjuillet: Le départ en Corse
Le final de la 1re étape est émaillé par une chute collective à 5 km de l'arrivée. Tous les coureurs sont cependant classés dans le même temps car l'autocar de l'équipe Orica-GrenEDGE est resté bloqué sur la ligne d'arrivée, cassant le système de chronométrage. Le sprint est ainsi privé de beaucoup d'éléments à la suite de la chute, dont la principale victime est Tony Martin (Omega Pharma-Quick Step). C'est finalement Marcel Kittel (Argos-Shimano) qui s'impose et s'empare des maillots jaune, vert et blanc, en devançant Alexander Kristoff (Katusha) et Danny van Poppel (Vacansoleil-DCM). Le lendemain, un groupe de six coureurs s'extirpe du peloton dans le final. Parmi ce groupe, Jan Bakelants (RadioShack-Leopard) attaque peu avant la flamme rouge et devance de une seconde le peloton, réglé par Peter Sagan (Cannondale) et Michał Kwiatkowski (Omega Pharma-Quick Step), qui s'emparent respectivement du maillot vert et du maillot blanc. Il prend du même coup la tête du classement général. Simon Gerrans (Orica-GreenEDGE) remporte la 3e étape, devant Sagan et José Joaquín Rojas (Movistar). À la fin de ces trois étapes en Corse, Bakelants possède une seconde d'avance sur 71 coureurs. Plusieurs outsiders sont cependant déjà loin au classement : Robert Gesink (Belkin), Rein Taaramäe (Cofidis), son coéquipier Jérôme Coppel, Cameron Meyer (Orica-GreenEDGE) et Thomas De Gendt (Vacansoleil-DCM). Le contre-la-montre par équipes est alors attendu pour lancer la course au classement général.

### 2 - 5 juillet: Les Orica-GreenEDGE en jaune

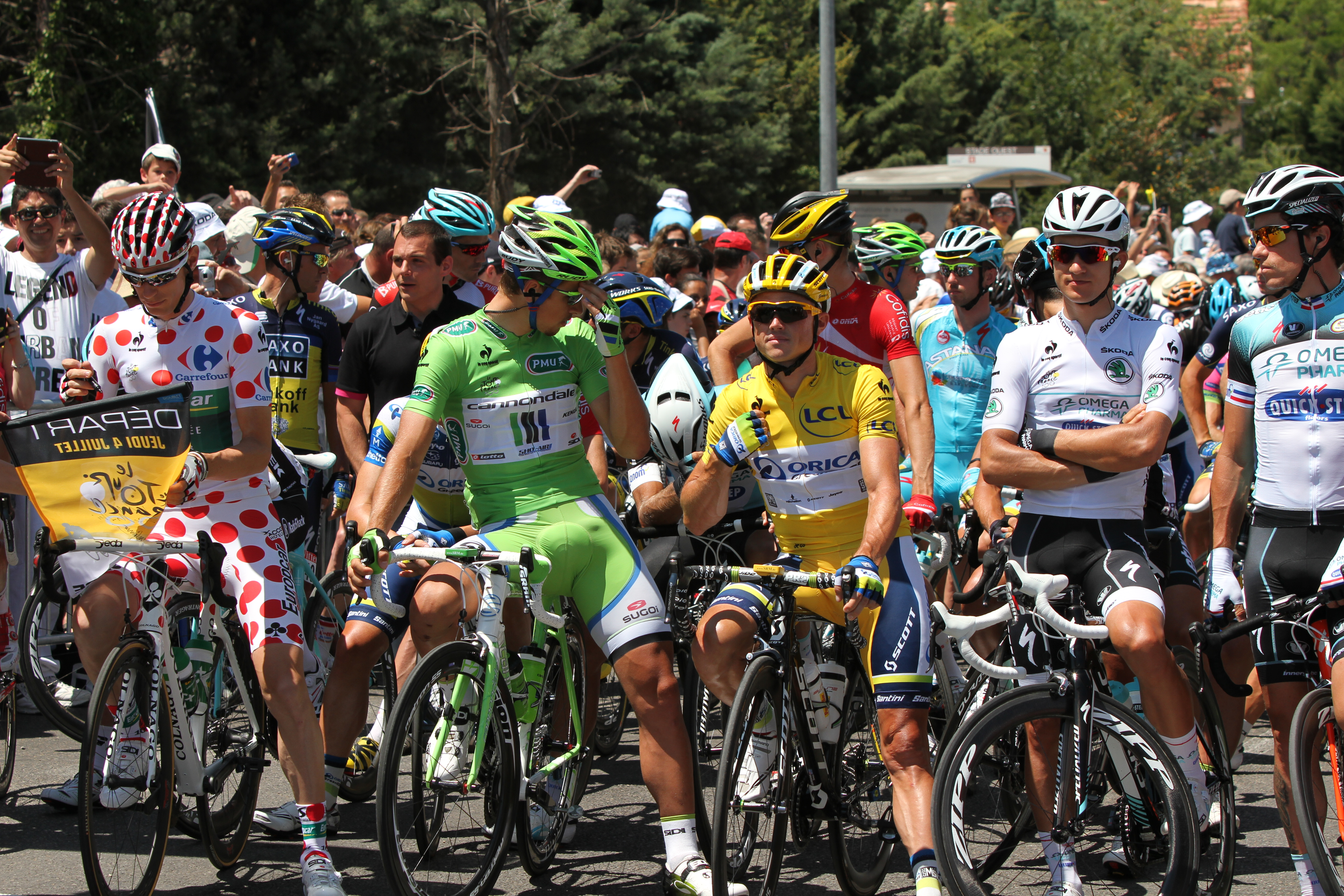
Les porteurs de maillots distinctifs au départ de la sixième étape

Les coureurs de l'équipe Orica-GreenEDGE s'adjugent cette étape contre-la-montre une seconde devant la formation Omega Pharma-Quick Step, permettant ainsi à Gerrans d'endosser le maillot jaune. Christopher Froome (Sky) est le mieux loti des favoris, en troisième position à trois secondes des vainqueurs. L'équipe Saxo-Tinkoff d'Alberto Contador est 4e à neuf secondes, tandis que la formation Lotto-Belisol de Jurgen Van den Broeck ainsi que Garmin-Sharp finissent à 17 secondes, la Movistar à 20 secondes. Les équipes BMC Racing, Katusha et RadioShack-Leopard concèdent moins de 30 secondes. Mark Cavendish (Omega Pharma-Quick Step) s'impose lors de l'étape suivante, dépassant ainsi André Darrigade au nombre de victoires d'étapes sur le Tour de France. Il devance Edvald Boasson Hagen (Sky) et Sagan. Une chute a lieu dans le dernier kilomètre. Victime de cette chute, Van den Broeck ne prend pas le départ de la 6e étape. Son coéquipier André Greipel remporte l'étape, devant Sagan et Kittel. Grâce à une cassure dans le final (les 16 premiers coureurs finissent 5 s devant le reste du peloton), Daryl Impey (Orica-GreenEDGE) est le nouveau maillot jaune. Sagan conforte largement son maillot vert lors de la 7e étape. Son équipe accélère dans la deuxième ascension répertoriée de la journée (le col de la Croix de Mounis, 2e catégorie), distançant ainsi les principaux sprinteurs. Sagan remporte le sprint intermédiaire et, parfaitement emmené par son coéquipier Moreno Moser, gagne l'étape devant John Degenkolb (Argos-Shimano) et Daniele Bennati (Saxo-Tinkoff).

### 6 - 7 juillet: Les Pyrénées
Froome prend la tête du classement général en s'imposant à Ax 3 Domaines lors de la première étape de montagne, en devançant son coéquipier Richie Porte et Alejandro Valverde (Movistar). Au classement général, Froome possède 51 secondes d'avance sur Porte, une minute 25 secondes sur Valverde, 1 minute 44 secondes  et 1 minute 50 secondes sur Bauke Mollema et Laurens ten Dam (Belkin). L'équipe Saxo-Tinkoff place trois coureurs parmi les dix premiers : Roman Kreuziger et Alberto Contador sont sixième et septième à une minute 51 s, Michael Rogers à 2 minutes 40 secondes. Nairo Quintana (Movistar), qui a attaqué dans le Port de Pailhères et prend la 8e place du classement général, est le nouveau maillot blanc. Les grands perdants du jour sont Thibaut Pinot (FDJ.fr), qui termine l'étape à six minutes de Froome, et le duo de l'équipe BMC Cadel Evans-Tejay van Garderen, qui concèdent respectivement plus de quatre et douze minutes. Le lendemain, le peloton explose dès le premier col de la journée, le col de Portet-d'Aspet, et Froome se retrouve sans coéquipier. Dans la Hourquette d'Ancizan, Dan Martin (Garmin-Sharp) s'échappe, rejoint peu après par Jakob Fuglsang (Astana). Martin s'impose au sprint devant Fuglsang. Le groupe maillot jaune, réglé par Kwiatkowski, finit à 20 secondes. La formation Sky aura montré une faiblesse inattendue autour du maillot jaune : le deuxième coureur de l'équipe est Porte, qui finit l'étape à près de 18 minutes, tandis que Vasil Kiryienka est hors-délai. Van Garderen et Pinot concèdent à nouveau beaucoup de temps, plus de 20 min.

### 9 - 13 juillet: Sur la route des Alpes
Froome conserve le maillot jaune à l'issue de la 10e étape, remportée au sprint par Marcel Kittel devant André Greipel et Mark Cavendish. Le sprint final est émaillé par une chute de Tom Veelers (Argos-Shimano), à la suite d'un accrochage avec Cavendish. Un groupe de 36 coureurs termine avec une minute 40 secondes de retard sur le peloton. On y retrouve notamment Thibaut Pinot, Richie Porte, Andrew Talansky, Ryder Hesjedal (Garmin-Sharp), Robert Gesink, Jérôme Coppel et Rein Taaramäe. Le champion du monde de la spécialité Tony Martin s'adjuge le contre-la-montre devant le Mont Saint-Michel, avec 12 secondes d'avance sur Christopher Froome et une minute et une seconde sur Thomas de Gendt. Au classement général, Froome possède désormais 3 minutes 25 secondes d'avance sur Valverde et 3 minutes 37 secondes sur Mollema. Ten Dam recule à la sixième place du classement, tandis que Michał Kwiatkowski remonte au septième rang, juste devant Nairo Quintana à qui il reprend le maillot blanc. Marcel Kittel s'impose au sprint sur la 12e étape, en devançant Mark Cavendish et Peter Sagan, alors qu'André Greipel a été écarté du sprint à la suite d'une chute à la fin de l'étape.
Le lendemain, le peloton explose sous l'effet du vent et de l'accélération de l'équipe Omega Pharma-Quick Step. De nombreux coureurs sont piégés. Un groupe de huit coureurs se dispute la victoire d'étape : Cavendish s'impose devant Sagan, Bauke Mollema, Jakob Fuglsang, son coéquipier Niki Terpstra, Roman Kreuziger, Alberto Contador et Laurens Ten Dam. Le groupe maillot jaune, réglé pour la 15e place de l'étape par Greipel, finit avec plus d'une minute de retard. Alejandro Valverde, victime d'une crevaison alors qu'il figurait dans le groupe Cavendish et attendu par tous ses coéquipiers sauf Quintana, termine à dix minutes. La formation Movistar cède ainsi sa place en tête du classement par équipes à l'équipe Omega Pharma-Quick Step. Un groupe de 18 coureurs s'échappe lors de la 14e étape. Parmi eux, Julien Simon (Sojasun) attaque dans la descente de la côte de la Duchère, mais se fait reprendre dans le dernier kilomètre. Matteo Trentin (Omega Pharma-Quick Step) s'adjuge l'étape au sprint, devançant Michael Albasini (Orica-GreenEDGE) et Andrew Talansky. Le peloton termine avec 7 minutes de retard.

### 14 juillet: Froome écrase la course au Mont Ventoux
Christopher Froome attaque à huit kilomètres de l'arrivée en haut du Mont Ventoux. Il reprend Nairo Quintana, le lâche à 1,5 km du sommet et gagne l'étape avec 29 secondes d'avance sur lui. Mikel Nieve (Euskaltel-Euskadi) est troisième de l'étape à une minute 23 secondes, juste devant Joaquim Rodriguez. Froome conforte ainsi son maillot jaune, et possède désormais 4 minutes 14 secondes d'avance sur son dauphin, Mollema. Contador et Kreuziger sont à près de 4 minutes et 30 secondes, Ten Dam à 5 minutes. Quintana, qui reprend le maillot blanc, remonte à la sixième place et Rodriguez au huitième rang.

### 16 - 21 juillet: Quintana et Rodriguez remontent au classement dans les Alpes, Froome titré
Une échappée de 26 coureurs se forment durant la 16e étape. Rui Costa (Movistar) attaque dans le col de Manse et remporte l'étape, 42 secondes devant Christophe Riblon (AG2R La Mondiale) et Arnold Jeannesson (FDJ.fr). Plusieurs coureurs classés parmi les 10 premiers du classement général perdent du temps : Jean-Christophe Péraud (AG2R La Mondiale), Fuglsang et Ten Dam concèdent une minute au groupe maillot jaune, Kwiatkowski, qui perd sa 10e place au profit de Dan Martin, 39 secondes de plus.
Froome s'adjuge ensuite le contre-la-montre entre Embrun et Chorges. Il devance Contador de 9 secondes et Rodriguez de 10 secondes. Péraud chute et abandonne la course. Au classement général, Christopher Froome est maillot jaune, avec plus de 4 minutes d'avance sur Alberto Contador et Roman Kreuziger. Bauke Mollema et Laurens Ten Dam reculent aux 4e et 7e rang, tandis que Nairo Quintana et Joaquim Rodriguez gagnent des places au classement : ils sont désormais cinquième et sixième. Christophe Riblon s'impose le lendemain en haut de l'Alpe d'Huez, après avoir repris Tejay van Garderen à deux kilomètres de l'arrivée. Il devance Van Garderen d'une minute et Moreno Moser d'une minute et demi. Malgré des attaques d'Andy Schleck (RadioShack-Leopard), Pierre Rolland (Europcar) et Mikel Nieve dans la première ascension de l'Alpe d'Huez, puis de Contador et Kreuziger dans la descente du col de Sarenne, les favoris abordent l'ascension finale ensemble. Froome attaque dans la montée, puis est rejoint et lâché par Rodriguez et Quintana. Le maillot jaune termine l'ascension bien aidé par Richie Porte. Contador et Kreuziger sont en difficulté dans la montée. Nairo Quintana se classe 4e de l'étape, à plus de deux minutes de Riblon et devant Joaquim Rodriguez. Le duo Porte-Froome finit à plus d'une minute du maillot blanc, de même qu'Alejandro Valverde. Contador et Kreuziger notamment concèdent plus d'une minute supplémentaire. Froome écope d'une pénalité de 20 secondes pour ravitaillement interdit. Quintana et Rodriguez grimpent aux troisième et cinquième places du classement général, tandis que Mollema et Ten Dam perdent de nouveau des places.
Rui Costa obtient un deuxième succès, en solitaire, sur cette Grande Boucle le lendemain au Grand-Bornand. Il devance Andreas Klöden et Jan Bakelants (RadioShack-Leopard). Daniel Navarro (Cofidis), cinquième de l'étape, est désormais huitième du classement général. Avant le dernier week-end de course, Christopher Froome est ainsi bien parti pour remporter le classement général. En revanche, Contador, Quintana, Kreuziger et Rodriguez se tiennent en 47 secondes, et Quintana et Rodriguez semblent les mieux armés pour accrocher le podium final. Les dix premières places et le maillot à pois s'annoncent également disputés. Lors de la dernière arrivée au sommet, Nairo Quintana, Joaquim Rodriguez et Christopher Froome s'isolent en tête de la course, tandis que Contador et Kreuziger perdent à nouveau beaucoup de temps. Quintana s'impose avec 16 secondes d'avance sur Rodriguez et 28 secondes sur le maillot jaune. Froome possède désormais 5 minutes d'avance sur Quintana, qui s'empare du maillot à pois, et près de 6 minutes sur Rodriguez. Alberto Contador et Roman Kreuziger reculent aux 4e et 5e rangs.
Marcel Kittel remporte la dernière étape, devant André Greipel et Mark Cavendish. Cela n'empêche pas Peter Sagan, quatrième de l'étape, de s'adjuger largement le maillot vert. Aucun changement n'est à noter au classement général : Christopher Froome remporte donc ce Tour de France, son premier grand tour. Il devance au classement Nairo Quintana, maillot à pois et maillot blanc, et Joaquim Rodriguez. Le classement par équipes revient à la Saxo-Tinkoff.

## Étapes

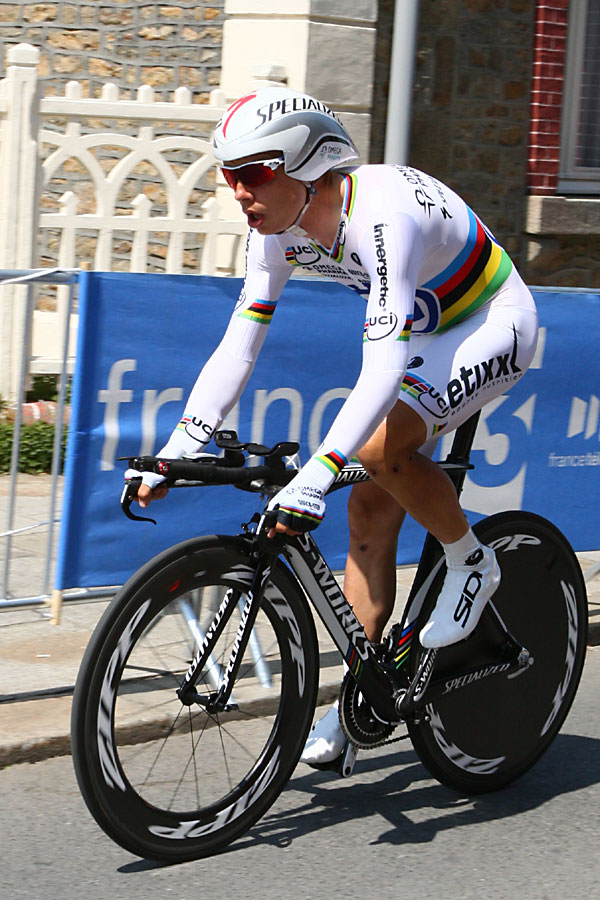
Martin portant les couleurs du champion du monde lors de l'étape 11 du TT au TD 2013

| Étape     | Date             | Villes étapes                        |                              | Distance (km)         | Vainqueur d’étape     | Leader du classement général |
| --------- | ---------------- | ------------------------------------ | ---------------------------- | --------------------- | --------------------- | ---------------------------- |
| 1re étape | sam. 29 juin     | Porto-Vecchio – Bastia               | Étape de plaine              | 213                   | Marcel Kittel         | Marcel Kittel                |
| 2e étape  | dim. 30 juin     | Bastia – Ajaccio                     | Étape accidentée             | 156                   | Jan Bakelants         | Jan Bakelants                |
| 3e étape  | lun. 1er juillet | Ajaccio – Calvi                      | Étape accidentée             | 145,5                 | Simon Gerrans         | Jan Bakelants                |
| 4e étape  | mar. 2 juillet   | Nice – Nice                          | Contre-la-montre par équipes | 25                    | Orica-GreenEDGE       | Simon Gerrans                |
| 5e étape  | mer. 3 juillet   | Cagnes-sur-Mer – Marseille           | Étape de plaine              | 228,5                 | Mark Cavendish        | Simon Gerrans                |
| 6e étape  | jeu. 4 juillet   | Aix-en-Provence – Montpellier        | Étape de plaine              | 176,5                 | André Greipel         | Daryl Impey                  |
| 7e étape  | ven. 5 juillet   | Montpellier – Albi                   | Étape accidentée             | 205,5                 | Peter Sagan           | Daryl Impey                  |
| 8e étape  | sam. 6 juillet   | Castres – Ax 3 Domaines              | Étape de montagne            | 195                   | Christopher Froome    | Christopher Froome           |
| 9e étape  | dim. 7 juillet   | Saint-Girons – Bagnères-de-Bigorre   | Étape de montagne            | 168,5                 | Dan Martin            | Christopher Froome           |
|           | lun. 8 juillet   | Saint-Nazaire - Loire-Atlantique     | Jour de repos                | Journée de repos no 1 | Journée de repos no 1 | Journée de repos no 1        |
| 10e étape | mar. 9 juillet   | Saint-Gildas-des-Bois – Saint-Malo   | Étape de plaine              | 197                   | Marcel Kittel         | Christopher Froome           |
| 11e étape | mer. 10 juillet  | Avranches – Mont Saint-Michel        | Contre-la-montre individuel  | 33                    | Tony Martin           | Christopher Froome           |
| 12e étape | jeu. 11 juillet  | Fougères – Tours                     | Étape de plaine              | 218                   | Marcel Kittel         | Christopher Froome           |
| 13e étape | ven. 12 juillet  | Tours – Saint-Amand-Montrond         | Étape de plaine              | 173                   | Mark Cavendish        | Christopher Froome           |
| 14e étape | sam. 13 juillet  | Saint-Pourçain-sur-Sioule – Lyon     | Étape accidentée             | 191                   | Matteo Trentin        | Christopher Froome           |
| 15e étape | dim. 14 juillet  | Givors – Mont Ventoux                | Étape de montagne            | 242,5                 | Christopher Froome    | Christopher Froome           |
|           | lun. 15 juillet  | Département du Vaucluse              | Jour de repos                | Journée de repos no 2 | Journée de repos no 2 | Journée de repos no 2        |
| 16e étape | mar. 16 juillet  | Vaison-la-Romaine – Gap              | Étape accidentée             | 168                   | Rui Costa             | Christopher Froome           |
| 17e étape | mer. 17 juillet  | Embrun – Chorges                     | Contre-la-montre individuel  | 32                    | Christopher Froome    | Christopher Froome           |
| 18e étape | jeu. 18 juillet  | Gap – L'Alpe d'Huez                  | Étape de montagne            | 172,5                 | Christophe Riblon     | Christopher Froome           |
| 19e étape | ven. 19 juillet  | Le Bourg-d'Oisans – Le Grand-Bornand | Étape de montagne            | 204,5                 | Rui Costa             | Christopher Froome           |
| 20e étape | sam. 20 juillet  | Annecy – Annecy - Semnoz             | Étape de montagne            | 125                   | Nairo Quintana        | Christopher Froome           |
| 21e étape | dim. 21 juillet  | Versailles – Paris - Champs-Élysées  | Étape de plaine              | 133,5                 | Marcel Kittel         | Christopher Froome           |

## Classements

### Classement général final
| Classement général | Classement général | Classement général | Classement général      | Classement général  |
|                    | Coureur            | Pays               | Équipe                  | Temps               |
| ------------------ | ------------------ | ------------------ | ----------------------- | ------------------- |
| 1er                | Christopher Froome | Royaume-Uni        | Sky                     | en 83 h 56 min 40 s |
| 2e                 | Nairo Quintana     | Colombie           | Movistar                | + 4 min 20 s        |
| 3e                 | Joaquim Rodríguez  | Espagne            | Katusha                 | + 5 min 4 s         |
| 4e                 | Alberto Contador   | Espagne            | Saxo-Tinkoff            | + 6 min 27 s        |
| 5e                 | Roman Kreuziger    | République tchèque | Saxo-Tinkoff            | + 7 min 27 s        |
| 6e                 | Bauke Mollema      | Pays-Bas           | Belkin                  | + 11 min 42 s       |
| 7e                 | Jakob Fuglsang     | Danemark           | Astana                  | + 12 min 17 s       |
| 8e                 | Alejandro Valverde | Espagne            | Movistar                | + 15 min 26 s       |
| 9e                 | Daniel Navarro     | Espagne            | Cofidis                 | + 15 min 52 s       |
| 10e                | Andrew Talansky    | États-Unis         | Garmin-Sharp            | + 17 min 39 s       |
| 11e                | Michał Kwiatkowski | Pologne            | Omega Pharma-Quick Step | + 18 min 59 s       |
| 12e                | Mikel Nieve        | Espagne            | Euskaltel-Euskadi       | + 20 min 1 s        |
| 13e                | Laurens ten Dam    | Pays-Bas           | Belkin                  | + 21 min 39 s       |
| 14e                | Maxime Monfort     | Belgique           | RadioShak-Leopard       | + 23 min 38 s       |
| 15e                | Romain Bardet      | France             | AG2R La Mondiale        | + 26 min 42 s       |
| 16e                | Michael Rogers     | Australie          | Saxo-Tinkoff            | + 26 min 51 s       |
| 17e                | Daniel Moreno      | Espagne            | Katusha                 | + 32 min 34 s       |
| 18e                | Jan Bakelants      | Belgique           | RadioShak-Leopard       | + 35 min 51 s       |
| 19e                | Richie Porte       | Australie          | Sky                     | + 39 min 41 s       |
| 20e                | Andy Schleck       | Luxembourg         | RadioShak-Leopard       | + 41 min 46 s       |
| 21e                | José Serpa         | Colombie           | Lampre-Merida           | + 45 min 8 s        |
| 22e                | John Gadret        | France             | AG2R La Mondiale        | + 46 min 0 s        |
| 23e                | Igor Antón         | Espagne            | Euskaltel-Euskadi       | + 48 min 7 s        |
| 24e                | Pierre Rolland     | France             | Europcar                | + 52 min 15 s       |
| 25e                | Peter Velits       | Slovaquie          | Omega Pharma-Quick Step | + 54 min 0 s        |
| modifier           |                    |                    |                         |                     |

### Classements annexes finals
| Classement par points | Classement par points | Classement par points | Classement par points   | Classement par points |
| --------------------- | --------------------- | --------------------- | ----------------------- | --------------------- |
|                       | Coureur               | Pays                  | Équipe                  | Point(s)              |
| 1er                   | Peter Sagan           | Slovaquie             | Cannondale              | 409 points            |
| 2e                    | Mark Cavendish        | Royaume-Uni           | Omega Pharma-Quick Step | 312 pts               |
| 3e                    | André Greipel         | Allemagne             | Lotto-Belisol           | 267 pts               |
| 4e                    | Marcel Kittel         | Allemagne             | Argos-Shimano           | 222 pts               |
| 5e                    | Alexander Kristoff    | Norvège               | Katusha                 | 177 pts               |
| 6e                    | Juan Antonio Flecha   | Espagne               | Vacansoleil-DCM         | 163 pts               |
| 7e                    | José Joaquín Rojas    | Espagne               | Movistar                | 156 pts               |
| 8e                    | Michał Kwiatkowski    | Pologne               | Omega Pharma-Quick Step | 110 pts               |
| 9e                    | Christopher Froome    | Royaume-Uni           | Sky                     | 107 pts               |
| 10e                   | Christophe Riblon     | France                | AG2R La Mondiale        | 104 pts               |
| modifier              |                       |                       |                         |                       |

| Classement du meilleur grimpeur | Classement du meilleur grimpeur | Classement du meilleur grimpeur | Classement du meilleur grimpeur | Classement du meilleur grimpeur |
| ------------------------------- | ------------------------------- | ------------------------------- | ------------------------------- | ------------------------------- |
|                                 | Coureur                         | Pays                            | Équipe                          | Point(s)                        |
| 1er                             | Nairo Quintana                  | Colombie                        | Movistar                        | 147 points                      |
| 2e                              | Christopher Froome              | Royaume-Uni                     | Sky                             | 136 pts                         |
| 3e                              | Pierre Rolland                  | France                          | Europcar                        | 119 pts                         |
| 4e                              | Joaquim Rodríguez               | Espagne                         | Katusha                         | 99 pts                          |
| 5e                              | Christophe Riblon               | France                          | AG2R La Mondiale                | 98 pts                          |
| 6e                              | Mikel Nieve                     | Espagne                         | Euskaltel-Euskadi               | 98 pts                          |
| 7e                              | Moreno Moser                    | Italie                          | Cannondale                      | 72 pts                          |
| 8e                              | Richie Porte                    | Australie                       | Sky                             | 72 pts                          |
| 9e                              | Ryder Hesjedal                  | Canada                          | Garmin-Sharp                    | 64 pts                          |
| 10e                             | Tejay van Garderen              | États-Unis                      | BMC Racing                      | 63 pts                          |
| modifier                        |                                 |                                 |                                 |                                 |

| Classement général du meilleur jeune | Classement général du meilleur jeune | Classement général du meilleur jeune | Classement général du meilleur jeune | Classement général du meilleur jeune |
|                                      | Coureur                              | Pays                                 | Équipe                               | Temps                                |
| ------------------------------------ | ------------------------------------ | ------------------------------------ | ------------------------------------ | ------------------------------------ |
| 1er                                  | Nairo Quintana                       | Colombie                             | Movistar                             | en 84 h 1 min 0 s                    |
| 2e                                   | Andrew Talansky                      | États-Unis                           | Garmin-Sharp                         | + 13 min 19 s                        |
| 3e                                   | Michał Kwiatkowski                   | Pologne                              | Omega Pharma-Quick Step              | + 14 min 39 s                        |
| 4e                                   | Romain Bardet                        | France                               | AG2R La Mondiale                     | + 22 min 22 s                        |
| 5e                                   | Tom Dumoulin                         | Pays-Bas                             | Argos-Shimano                        | + 1 h 30 min 10 s                    |
| 6e                                   | Alexandre Geniez                     | France                               | FDJ.fr                               | + 1 h 33 min 46 s                    |
| 7e                                   | Tejay van Garderen                   | États-Unis                           | BMC Racing                           | + 1 h 34 min 37 s                    |
| 8e                                   | Alexis Vuillermoz                    | France                               | Sojasun                              | + 1 h 35 min 45 s                    |
| 9e                                   | Tony Gallopin                        | France                               | RadioShack-Leopard                   | + 1 h 58 min 39 s                    |
| 10e                                  | Arthur Vichot                        | France                               | FDJ.fr                               | + 2 h 10 min 46 s                    |
| modifier                             |                                      |                                      |                                      |                                      |

| Classement par équipes | Classement par équipes  | Classement par équipes | Classement par équipes |
|                        | Équipe                  | Pays                   | Temps                  |
| ---------------------- | ----------------------- | ---------------------- | ---------------------- |
| 1re                    | Saxo-Tinkoff            | Danemark               | en 251 h 11 min 7 s    |
| 2e                     | AG2R La Mondiale        | France                 | + 8 min 28 s           |
| 3e                     | RadioShack-Leopard      | Luxembourg             | + 9 min 2 s            |
| 4e                     | Movistar                | Espagne                | + 22 min 49 s          |
| 5e                     | Belkin                  | Pays-Bas               | + 38 min 30 s          |
| 6e                     | Katusha                 | Russie                 | + 1 h 3 min 48 s       |
| 7e                     | Euskaltel-Euskadi       | Espagne                | + 1 h 30 min 34 s      |
| 8e                     | Omega Pharma-Quick Step | Belgique               | + 1 h 50 min 25 s      |
| 9e                     | Sky                     | Royaume-Uni            | + 1 h 56 min 42 s      |
| 10e                    | Cofidis                 | France                 | + 2 h 7 min 11 s       |
| modifier               |                         |                        |                        |

#### Prix de la combativité
- Christophe Riblon  (AG2R La Mondiale)[50]

### Évolution des classements
| Étape              | Vainqueur          | Classement général | Classement par points | Classement du meilleur grimpeur | Classement du meilleur jeune | Classement par équipes | Prix de la combativité |
| ------------------ | ------------------ | ------------------ | --------------------- | ------------------------------- | ---------------------------- | ---------------------- | ---------------------- |
| 1                  | Marcel Kittel      | Marcel Kittel      | Marcel Kittel         | Juan José Lobato                | Marcel Kittel                | Vacansoleil-DCM        | Jérôme Cousin          |
| 2                  | Jan Bakelants      | Jan Bakelants      | Marcel Kittel         | Pierre Rolland                  | Michał Kwiatkowski           | RadioShack-Leopard     | Blel Kadri             |
| 3                  | Simon Gerrans      | Jan Bakelants      | Peter Sagan           | Pierre Rolland                  | Michał Kwiatkowski           | RadioShack-Leopard     | Simon Clarke           |
| 4                  | Orica-GreenEDGE    | Simon Gerrans      | Peter Sagan           | Pierre Rolland                  | Michał Kwiatkowski           | Orica-GreenEDGE        | Non décerné            |
| 5                  | Mark Cavendish     | Simon Gerrans      | Peter Sagan           | Pierre Rolland                  | Michał Kwiatkowski           | Orica-GreenEDGE        | Thomas De Gendt        |
| 6                  | André Greipel      | Daryl Impey        | Peter Sagan           | Pierre Rolland                  | Michał Kwiatkowski           | Orica-GreenEDGE        | André Greipel          |
| 7                  | Peter Sagan        | Daryl Impey        | Peter Sagan           | Blel Kadri                      | Michał Kwiatkowski           | Orica-GreenEDGE        | Jan Bakelants          |
| 8                  | Christopher Froome | Christopher Froome | Peter Sagan           | Christopher Froome              | Nairo Quintana               | Movistar               | Nairo Quintana         |
| 9                  | Dan Martin         | Christopher Froome | Peter Sagan           | Pierre Rolland                  | Nairo Quintana               | Movistar               | Romain Bardet          |
| 10                 | Marcel Kittel      | Christopher Froome | Peter Sagan           | Pierre Rolland                  | Nairo Quintana               | Movistar               | Jérôme Cousin          |
| 11                 | Tony Martin        | Christopher Froome | Peter Sagan           | Pierre Rolland                  | Michał Kwiatkowski           | Movistar               | Non décerné            |
| 12                 | Marcel Kittel      | Christopher Froome | Peter Sagan           | Pierre Rolland                  | Michał Kwiatkowski           | Movistar               | Juan Antonio Flecha    |
| 13                 | Mark Cavendish     | Christopher Froome | Peter Sagan           | Pierre Rolland                  | Michał Kwiatkowski           | Saxo-Tinkoff           | Mark Cavendish         |
| 14                 | Matteo Trentin     | Christopher Froome | Peter Sagan           | Pierre Rolland                  | Michał Kwiatkowski           | Saxo-Tinkoff           | Julien Simon           |
| 15                 | Christopher Froome | Christopher Froome | Peter Sagan           | Christopher Froome              | Nairo Quintana               | Saxo-Tinkoff           | Sylvain Chavanel       |
| 16                 | Rui Costa          | Christopher Froome | Peter Sagan           | Christopher Froome              | Nairo Quintana               | RadioShack-Leopard     | Rui Costa              |
| 17                 | Christopher Froome | Christopher Froome | Peter Sagan           | Christopher Froome              | Nairo Quintana               | Saxo-Tinkoff           | Non décerné            |
| 18                 | Christophe Riblon  | Christopher Froome | Peter Sagan           | Christopher Froome              | Nairo Quintana               | Saxo-Tinkoff           | Christophe Riblon      |
| 19                 | Rui Costa          | Christopher Froome | Peter Sagan           | Christopher Froome              | Nairo Quintana               | Saxo-Tinkoff           | Pierre Rolland         |
| 20                 | Nairo Quintana     | Christopher Froome | Peter Sagan           | Nairo Quintana                  | Nairo Quintana               | Saxo-Tinkoff           | Jens Voigt             |
| 21                 | Marcel Kittel      | Christopher Froome | Peter Sagan           | Nairo Quintana                  | Nairo Quintana               | Saxo-Tinkoff           | Non décerné            |
| Classements finals | Classements finals | Christopher Froome | Peter Sagan           | Nairo Quintana                  | Nairo Quintana               | Saxo-Tinkoff           | Christophe Riblon      |

### UCI World Tour
Ce Tour de France attribue des points pour l'UCI World Tour 2013, seulement aux coureurs des équipes ayant un label ProTeam.
| Position           | 1er | 2e  | 3e  | 4e  | 5e  | 6e | 7e | 8e | 9e | 10e | 11e | 12e | 13e | 14e | 15e | 16e | 17e | 18e | 19e | 20e |
| Classement général | 200 | 150 | 120 | 110 | 100 | 90 | 80 | 70 | 60 | 50  | 40  | 30  | 24  | 20  | 16  | 12  | 10  | 8   | 6   | 4   |
| Par étape          | 20  | 10  | 6   | 4   | 2   |    |    |    |    |     |     |     |     |     |     |     |     |     |     |     |

| #  | Coureur            | Équipe        | Points |
| -- | ------------------ | ------------- | ------ |
| 1  | Christopher Froome | Sky           | 276    |
| 2  | Nairo Quintana     | Movistar      | 184    |
| 3  | Joaquim Rodríguez  | Katusha       | 144    |
| 4  | Alberto Contador   | Saxo-Tinkoff  | 120    |
| 5  | Roman Kreuziger    | Saxo-Tinkoff  | 106    |
| 6  | Bauke Mollema      | Belkin        | 100    |
| 7  | Jakob Fuglsang     | Astana        | 94     |
| 8  | Marcel Kittel      | Argos-Shimano | 86     |
| 9  | Alejandro Valverde | Movistar      | 82     |
| 10 | Peter Sagan        | Cannondale    | 80     |

| Suite du classement (11-46) | Suite du classement (11-46) | Suite du classement (11-46) | Suite du classement (11-46) |
| --------------------------- | --------------------------- | --------------------------- | --------------------------- |
| #                           | Coureur                     | Équipe                      | Points                      |
| 11                          | Mark Cavendish              | Omega Pharma-Quick Step     | 66                          |
| 12                          | Michał Kwiatkowski          | Omega Pharma-Quick Step     | 62                          |
| 13                          | Andrew Talansky             | Garmin-Sharp                | 56                          |
| 14                          | André Greipel               | Lotto-Belisol               | 44                          |
| 15                          | Rui Costa                   | Movistar                    | 40                          |
| 16                          | Mikel Nieve                 | Euskaltel Euskadi           | 36                          |
| 17                          | Jan Bakelants               | RadioShack-Leopard          | 34                          |
| 18                          | Christophe Riblon           | AG2R La Mondiale            | 30                          |
| 19                          | Laurens ten Dam             | Belkin                      | 26                          |
| 20                          | Matteo Trentin              | Omega Pharma-Quick Step     | 22                          |
| 20                          | Richie Porte                | Sky                         | 22                          |
| 22                          | Dan Martin                  | Garmin-Sharp                | 20                          |
| 22                          | Tony Martin                 | Omega Pharma-Quick Step     | 20                          |
| 22                          | Simon Gerrans               | Orica-GreenEDGE             | 20                          |
| 22                          | Maxime Monfort              | RadioShack-Leopard          | 20                          |
| 26                          | Romain Bardet               | AG2R La Mondiale            | 16                          |
| 27                          | Alexander Kristoff          | Katusha                     | 14                          |
| 27                          | Daniel Moreno               | Katusha                     | 14                          |
| 27                          | Edvald Boasson Hagen        | Sky                         | 14                          |
| 30                          | Andreas Klöden              | RadioShack-Leopard          | 12                          |
| 30                          | Michael Rogers              | Saxo-Tinkoff                | 12                          |
| 32                          | John Degenkolb              | Argos-Shimano               | 10                          |
| 32                          | Tejay van Garderen          | BMC Racing                  | 10                          |
| 32                          | José Joaquín Rojas          | Movistar                    | 10                          |
| 32                          | Michael Albasini            | Orica-GreenEDGE             | 10                          |
| 36                          | Moreno Moser                | Cannondale                  | 6                           |
| 36                          | Arnold Jeannesson           | FDJ.fr                      | 6                           |
| 36                          | Roberto Ferrari             | Lampre-Merida               | 6                           |
| 36                          | Daniele Bennati             | Saxo-Tinkoff                | 6                           |
| 36                          | Thomas De Gendt             | Vacansoleil-DCM             | 6                           |
| 36                          | Danny van Poppel            | Vacansoleil-DCM             | 6                           |
| 42                          | Alexandre Geniez            | FDJ.fr                      | 4                           |
| 42                          | David Millar                | Garmin-Sharp                | 4                           |
| 42                          | Davide Cimolai              | Lampre-Merida               | 4                           |
| 42                          | Andy Schleck                | RadioShack-Leopard          | 4                           |
| 46                          | Philippe Gilbert            | BMC Racing                  | 2                           |
| 46                          | Juan José Lobato            | Euskaltel Euskadi           | 2                           |
| 46                          | William Bonnet              | FDJ.fr                      | 2                           |
| 46                          | Niki Terpstra               | Omega Pharma-Quick Step     | 2                           |

## Liste des participants
198 coureurs répartis dans 22 équipes prennent part à ce Tour de France.

## Diffuseurs
| Pays                  | Diffuseur(s)                                |
| --------------------- | ------------------------------------------- |
| Afrique du Sud        | Supersport                                  |
| Albanie               | Top Channel                                 |
| Australie             | SBS                                         |
| Belgique              | RTBF (français) Sporza (néerlandais)        |
| Canada                | RDS (français) TSN (anglais)                |
| Chine                 | CCTV-5                                      |
| Colombie              | Señal Colombia                              |
| Danemark              | TV 2                                        |
| Espagne               | RTVE (Teledeporte, TVE HD, TVE1)            |
| Estonie               | ETV                                         |
| États-Unis            | NBC Sports Network                          |
| France                | France Télévisions                          |
| Italie                | Rai                                         |
| Irlande               | TG4                                         |
| Israël                | Sport 5 (en)                                |
| Japon                 | J Sports                                    |
| Kazakhstan            | Kazakhstan TV KAZ Sport                     |
| Luxembourg            | RTL                                         |
| Mongolie              | Channel 1 (en)                              |
| Norvège               | TV 2                                        |
| Nouvelle-Zélande      | Sky Sport (en)                              |
| Pays-Bas              | NOS                                         |
| Portugal              | RTP 2                                       |
| Tchéquie              | CT4                                         |
| Royaume-Uni           | ITV4                                        |
| Serbie                | RTS                                         |
| Slovaquie             | Dvojka                                      |
| Suisse                | RSI (italien) RTS (français) SRF (allemand) |
| Région                | Diffuseur(s)                                |
| Amérique du Sud       | ESPN                                        |
| Europe et Asie        | Eurosport                                   |
| Sous-continent indien | TEN Sports (en)                             |
| Monde arabe           | Al Jazeera Sport                            |
| International         | TV5 Monde                                   |

Le Tour de France 2013 a marqué des audiences en hausse pour France Télévisions par rapport à 2012. 3,9 millions de téléspectateurs (part d'audience de 39 %) ont suivi en moyenne les 21 étapes retransmises en direct sur France 2, soit 500 000 personnes de plus qu’en 2012 ; l'audience moyenne est de 2,9 millions de téléspectateurs sur France 3, soit 600 000 personnes de plus qu’en 2012.